# 小比安维尔
小比安维尔（法語：Bienville-la-Petite，法語發音：[bjɛ̃vil la pətit]）是法国默尔特-摩泽尔省的一个市镇，属于吕内维尔区。

## 地理
小比安维尔（48°38'17"N, 6°30'32"E）面积1.83 平方千米，位于法国大東部大區默尔特-摩泽尔省，该省份为法国东北部内陆省份，是洛林的一部分，北邻比利时、卢森堡，北起顺时针与摩泽尔省、下莱茵省、孚日省和默兹省接壤。
与小比安维尔接壤的市镇（或旧市镇、城区）包括：邦维莱、克里永、安维尔欧雅尔、若利韦、萨农河畔拉维尔、雄维莱尔。

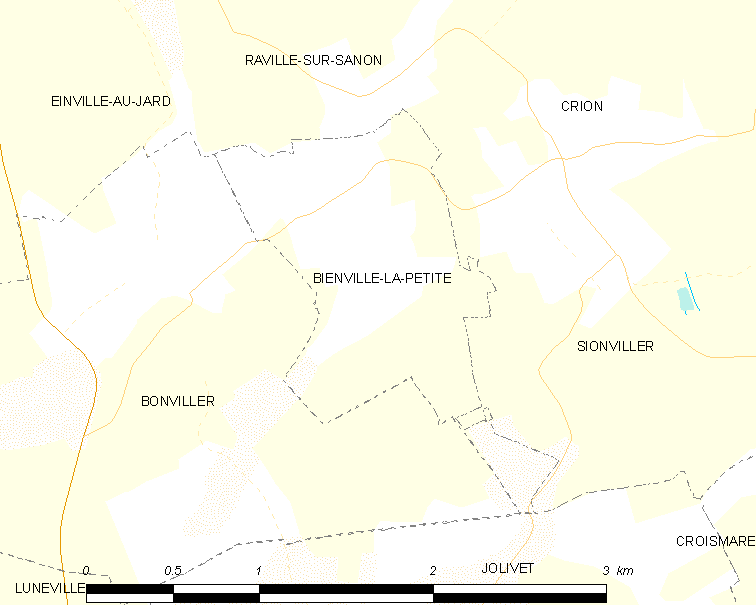
小比安维尔的OSM定位图

小比安维尔的时区为UTC+01:00、UTC+02:00（夏令时）。

## 行政
小比安维尔的邮政编码为54300，INSEE市镇编码为54074。

## 政治
小比安维尔所属的省级选区为吕内维尔第一县。

## 人口

1962-2008年间小比安维尔人口变化图示

小比安维尔于2022年1月1日时的人口数量为37人。